# Cneu Minício Faustino (cônsul em 117)
Cneu Minício Faustino (em latim: Gnaeus Minicius Faustinus) foi um senador romano nomeado cônsul sufecto em 117 com um colega de nome desconhecido. Era filho de Cneu Minício Faustino, cônsul em 91. Antes de seu consulado, foi legado imperial propretor da Trácia entre 114/115 e 116/117. Supõe-se que ele seria a pessoa citada numa inscrição no anfiteatro romano de Filipópolis atestando seu patrocínio.